# Campeonato Europeu de Hóquei em Patins Masculino de 2018
O Campeonato Europeu de Hóquei em Patins Masculino de 2018 foi a 53ª edição do Campeonato Europeu de Hóquei em Patins, um torneio de seleções nacionais de Hóquei em Patins organizado pela World Skate Europe – Rink Hockey, disputado entre 15 e 22 de julho, na Corunha, Espanha.
Como comunicado pela CERS antes da competição começar através das redes sociais, marcaram presença onze seleções na Corunha, com as novidades (em relação ao último Europeu) a serem Andorra, Bélgica e Holanda.
A estes três países juntam-se outros oito, que particaparam na anterior edição e que também confirmaram a presença no novo Europeu: Alemanha, Áustria, Espanha, França, Inglaterra, Itália, Portugal e Suíça.
A Espanha sagrou-se campeã europeia pela 17.ª vez após bater Portugal por 6–3 na final.

## Equipas
As onze selecções inscritas no torneio:
| País          | Participações | Última Participação | Melhores Resultados |
| ------------- | ------------- | ------------------- | --- |
| Alemanha      | 49ª           | 2016                | Vice-campeão (1932, 1934) |
| Andorra       | 4ª            | 2006                | 8º Lugar (1992, 2006) |
| Áustria       | 8ª            | 2016                | 8º Lugar (2010, 2016 ) |
| Bélgica       | 39ª           | 1996                | Vice-campeão (1947) |
| Espanha       | 40ª           | 2016                | Campeão (1951, 1954, 1955, 1957, 1969, 1979, 1981, 1983, 1985, 2000, 2002, 2004, 2006, 2008, 2010, 2012)                                |
| França        | 52ª           | 2016                | Vice-campeão (1926, 1927, 1928, 1930, 1931)                                                                                             |
| Inglaterra    | 52ª           | 2016                | Campeão (1926, 1927, 1928, 1929, 1930, 1931, 1932, 1934, 1936, 1937, 1938, 1939)                                                        |
| Itália        | 51ª           | 2016                | Campeão (1953, 1990, 2014) |
| Países Baixos | 33ª           | 2008                | 3º Lugar (1963, 1967 , 1969, 1981) |
| Portugal      | 48ª           | 2016                | Campeão (1947, 1948, 1949, 1950, 1952, 1956, 1959, 1961, 1963, 1965, 1967, 1971, 1973, 1975, 1977, 1987, 1992, 1994, 1996, 1998, 2016 ) |
| Suíça         | 53ª           | 2016                | Vice-campeão (1937, 2006) |

## Local
Todos os jogos do torneio foram jogados no Pavilhão Riazor, na Corunha com capacidade para 4.425 espetadores.

## Convocados
| Xavi Malián      | Liceo               | Ângelo Girão       | Sporting CP | 77 | Leonardo Barozzi   | Viareggio        |
| Sergi Fernández  | Barcelona           | Pedro Henriques    | SL Benfica  | 28 | Bruno Sgaria       | Breganze         |
| Edu Lamas        | Liceo               | Poka               | AD Valongo  | 11 | Alessandro Verona  | Amatori Lodi     |
| Pau Bargallo     | Barcelona           | Diogo Rafael       | SL Benfica  | 88 | Domenico Illuzzi   | Amatori Lodi     |
| Ignacio Alabart  | Barcelona           | Gonçalo Alves      | FC Porto    | 78 | Francesco Compagno | Amatori Lodi     |
| Albert Casanovas | Reus                | Hélder Nunes       | FC Porto    | 88 | Marco Pagnini      | Forte            |
| Raul Marín       | Sporting CP         | Henrique Magalhães | Sporting CP | 48 | Davide Banini      | Follonica        |
| Nil Roca         | Noia                | João Rodrigues     | Barcelona   | 89 | Davide Gavioli     | Viareggio        |
| Jordi Adroher    | SL Benfica          | Rafa Costa         | FC Porto    | 48 | Federico Ambrosio  | Breganze         |
| Ferran Font      | Sporting CP         | Vitor Hugo         | Sporting CP | 47 | Nicholas Barbieri  | Bassano          |
| Treinador        | Alejandro Domínguez | Treinador          | Luis Sénica |    | Treinador          | Massimo Mariotti |

## Fase de Grupos

### Grupo A
| Pos | Equipe   | Pts | J | V | E | D | GP | GC | SG  | Classificado               |  | Portugal | França | Andorra | Suíça | Áustria |
| --- | -------- | --- | - | - | - | - | -- | -- | --- | -------------------------- |  | -------- | ------ | ------- | ----- | ------- |
| 1   | Portugal | 12  | 4 | 4 | 0 | 0 | 38 | 6  | +32 | Quartos de final           |  | —        | 5–4    |         | 7–1   |         |
| 2   | França   | 9   | 4 | 3 | 0 | 1 | 29 | 10 | +19 | Quartos de final           |  |          | —      | 6–0     | 5–2   |         |
| 3   | Andorra  | 6   | 4 | 2 | 0 | 2 | 9  | 19 | −10 | Quartos de final           |  | 0–11     |        | —       |       | 6–0     |
| 4   | Suíça    | 3   | 4 | 1 | 0 | 3 | 10 | 16 | −6  | Quartos de final           |  |          |        | 2–3     | —     | 5–1     |
| 5   | Áustria  | 0   | 4 | 0 | 0 | 4 | 5  | 40 | −35 | 0Qual. do 9º ao 11º Lugar0 |  | 1–15     | 3–14   |         |       | —       |

### Grupo B
| Pos | Equipe        | Pts | J | V | E | D | GP | GC | SG  | Classificado               |  | Espanha | Itália | Alemanha | Inglaterra | Países Baixos | Bélgica |
| --- | ------------- | --- | - | - | - | - | -- | -- | --- | -------------------------- |  | ------- | ------ | -------- | ---------- | ------------- | ------- |
| 1   | Espanha       | 15  | 5 | 5 | 0 | 0 | 55 | 4  | +51 | Quartos de final           |  | —       | 2–0    | 7–1      | 10–1       |               |         |
| 2   | Itália        | 12  | 5 | 4 | 0 | 1 | 59 | 15 | +44 | Quartos de final           |  |         | —      | 11–5     | 9–4        |               |         |
| 3   | Alemanha      | 9   | 5 | 3 | 0 | 2 | 34 | 23 | +11 | Quartos de final           |  |         |        | —        | 8–4        | 5–1           |         |
| 4   | Inglaterra    | 6   | 5 | 2 | 0 | 3 | 29 | 33 | −4  | Quartos de final           |  |         |        |          | —          | 6–4           | 14–2    |
| 5   | Países Baixos | 3   | 5 | 1 | 0 | 4 | 21 | 45 | −24 | 0Qual. do 9º ao 11º Lugar0 |  | 2–14    | 4–15   |          |            | —             | 10–5    |
| 6   | Bélgica       | 0   | 5 | 0 | 0 | 5 | 7  | 85 | −78 | 0Qual. do 9º ao 11º Lugar0 |  | 0–22    | 0–24   | 0–15     |            |               | —       |

## Eliminatórias
|  | Quartos de final    | Quartos de final    |                     |   | Meias finais  | Meias finais  |  |  | Final | Final |
|  |                     |                     |                     |   |               |               |  |  |       |       |
|  | 20 de julho de 2018 |                     |                     |   |               |               |  |  |       |       |
|  |                     |                     |                     |   |               |               |  |  |       |       |
|  | Espanha             | 10                  |                     |   |               |               |  |  |       |       |
|  | Espanha             | 10                  | 21 de julho de 2018 |   |               |               |  |  |       |       |
|  | Suíça               | 2                   |                     |   |               |               |  |  |       |       |
|  | Suíça               | 2                   | Espanha             | 8 |               |               |  |  |       |       |
|  | 20 de julho de 2018 |                     | Espanha             | 8 |               |               |  |  |       |       |
|  |                     | França              | 2                   |   |               |               |  |  |       |       |
|  | Alemanha            | França              | 2                   | 2 |               |               |  |  |       |       |
|  | Alemanha            |                     | 22 de julho de 2018 | 2 |               |               |  |  |       |       |
|  | França              | 5                   |                     |   |               |               |  |  |       |       |
|  | França              | 5                   | Espanha             | 6 |               |               |  |  |       |       |
|  | 20 de julho de 2018 |                     | Espanha             | 6 |               |               |  |  |       |       |
|  |                     | Portugal            | 3                   |   |               |               |  |  |       |       |
|  | Itália              | Portugal            | 3                   | 6 |               |               |  |  |       |       |
|  | Itália              | 21 de julho de 2018 |                     | 6 |               |               |  |  |       |       |
|  | Andorra             | 2                   |                     |   |               |               |  |  |       |       |
|  | Andorra             | 2                   | Itália              | 2 |               |               |  |  |       |       |
|  | 20 de julho de 2018 |                     | Itália              | 2 |               |               |  |  |       |       |
|  |                     | Portugal            | 4                   |   | 3º e 4º Lugar | 3º e 4º Lugar |  |  |       |       |
|  | Inglaterra          | Portugal            | 4                   | 2 | 3º e 4º Lugar | 3º e 4º Lugar |  |  |       |       |
|  | Inglaterra          |                     | 22 de julho de 2018 | 2 |               |               |  |  |       |       |
|  | Portugal            | 14                  |                     |   |               |               |  |  |       |       |
|  | Portugal            | 14                  | França              | 2 |               |               |  |  |       |       |
|  |                     |                     |                     |   |               |               |  |  |       |       |
|  | Itália              | 5                   |                     |   |               |               |  |  |       |       |
|  | Itália              | 5                   |                     |   |               |               |  |  |       |       |

### Quartos de final
| 20 de julho de 2018 11:30 | Alemanha                       | 2–5 | França                                                      | Palacio de los Deportes de Riazor, Corunha |
| 20 de julho de 2018 11:30 | Mats Zilken 1 Alexander Ober 1 |     | Mathieu Le Roux 1 Carlo Di Benedetto 3 Bruno Di Benedetto 1 | Palacio de los Deportes de Riazor, Corunha |
| 20 de julho de 2018 11:30 |                                |     |                                                             | Palacio de los Deportes de Riazor, Corunha |

| 20 de julho de 2018 16:30 | Andorra                                | 2–6 | Itália                                                                 | Palacio de los Deportes de Riazor, Corunha |
| 20 de julho de 2018 16:30 | Llorenc Miquel Solé 2 Alexander Ober 1 |     | Davide Banini 1 Domenico Illuzzi 2 Alessandro Verona 1 Marco Pagnini 1 | Palacio de los Deportes de Riazor, Corunha |
| 20 de julho de 2018 16:30 |                                        |     |                                                                        | Palacio de los Deportes de Riazor, Corunha |

| 20 de julho de 2018 15:15 | Suíça                            | 2–10 | Espanha                                                                  | Palacio de los Deportes de Riazor, Corunha |
| 20 de julho de 2018 15:15 | Pascal Kissling 1 Simon Wuffli 1 |      | Albert Casanovas 2 Raul Marín 3 Edu Lamas 1 Ferran Font 2 Pau Bargalló 1 | Palacio de los Deportes de Riazor, Corunha |
| 20 de julho de 2018 15:15 | 1×                               |      | 1×                                                                       | Palacio de los Deportes de Riazor, Corunha |

| 20 de julho de 2018 15:15 | Inglaterra                     | 2–14 | Portugal                                                                                        | Palacio de los Deportes de Riazor, Corunha |
| 20 de julho de 2018 15:15 | Mats Zilken 1 Alexander Ober 1 |      | Poka 3 João Rodrigues 3 Vítor Hugo 4 Rafa Costa 1 Gonçalo Alves 1 Hélder Nunes 1 Diogo Rafael 1 | Palacio de los Deportes de Riazor, Corunha |
| 20 de julho de 2018 15:15 | 1× 2×                          |      | 2× 1×                                                                                           | Palacio de los Deportes de Riazor, Corunha |

### Meias finais
| 21 de julho de 2018 19:00 | Espanha                                                               | 8–2 | França                                      | Palacio de los Deportes de Riazor, Corunha |
| 21 de julho de 2018 19:00 | Edu Lamas 2 Ferran Font 1 Ignacio Alabart 1 Pau Bargalló 2 Nil Roca 2 |     | Carlo Di Benedetto 1 Roberto Di Benedetto 1 | Palacio de los Deportes de Riazor, Corunha |
| 21 de julho de 2018 19:00 | 3× 1× 2×                                                              |     | 2× 1× 4×                                    | Palacio de los Deportes de Riazor, Corunha |

| 21 de julho de 2018 21:00 | Portugal                                        | 4–2 | Itália                              | Palacio de los Deportes de Riazor, Corunha |
| 21 de julho de 2018 21:00 | Diogo Rafael 1 Gonçalo Alves 1 João Rodrigues 1 |     | Alessandro Verona 1 Davide Banini 1 | Palacio de los Deportes de Riazor, Corunha |
| 21 de julho de 2018 21:00 | 1×                                              |     | 1×                                  | Palacio de los Deportes de Riazor, Corunha |

### 3º e 4º lugar
| 22 de julho de 2018 16:00 | França                 | 2–5 | Itália                                                 | Palacio de los Deportes de Riazor, Corunha |
| 22 de julho de 2018 16:00 | Roberto Di Benedetto 2 |     | Domenico Illuzzi 2 Alessandro Verona 2 Davide Banini 1 | Palacio de los Deportes de Riazor, Corunha |
| 22 de julho de 2018 16:00 | 1×                     |     | 2×                                                     | Palacio de los Deportes de Riazor, Corunha |

### Final
| 22 de julho de 2018 18:30 | Espanha                                                                       | 6–3 | Portugal                         | Palacio de los Deportes de Riazor, Corunha |
| 22 de julho de 2018 18:30 | Jordi Adroher 1 Ferran Font 2 Eduard Lamas 1 Ignacio Alabart 1 Pau Bargalló 1 |     | Gonçalo Alves 1 João Rodrigues 2 | Palacio de los Deportes de Riazor, Corunha |
| 22 de julho de 2018 18:30 | 1× 2×                                                                         |     | 3× 1×                            | Palacio de los Deportes de Riazor, Corunha |

## Campeão
| Campeonato Europeu de Hóquei em Patins de 2018 |
| ---------------------------------------------- |
| Espanha 17.º título                            |

## Qualificação do 5º ao 11º Lugar

### Qualificação do 5º ao 8º Lugar
|  | Eliminatória        | Eliminatória |                     |   | 5º e 6º Lugar | 5º e 6º Lugar |
|  |                     |              |                     |   |               |               |
|  | 21 de Julho de 2018 |              |                     |   |               |               |
|  |                     |              |                     |   |               |               |
|  | Suíça               | 7            |                     |   |               |               |
|  | Suíça               | 7            | 22 de Julho de 2018 |   |               |               |
|  | Alemanha            | 6            |                     |   |               |               |
|  | Alemanha            | 6            | Suíça               | 5 |               |               |
|  | 21 de Julho de 2018 |              | Suíça               | 5 |               |               |
|  |                     | Andorra      | 3                   |   |               |               |
|  | Andorra             | Andorra      | 3                   | 8 |               |               |
|  | Andorra             |              |                     | 8 |               |               |
|  | Inglaterra          | 2            |                     |   |               |               |
|  | Inglaterra          | 2            | 7º e 8º Lugar       |   |               |               |
|  |                     |              |                     |   |               |               |
|  | 22 de Julho de 2018 |              |                     |   |               |               |
|  |                     |              |                     |   |               |               |
|  | Alemanha            | 12           |                     |   |               |               |
|  | Alemanha            | 12           |                     |   |               |               |
|  | Inglaterra          | 6            |                     |   |               |               |

### Qualificação do 9º ao 11º Lugar
| Pos | Equipe        | Pts | J | V | E | D | GP | GC | SG  | Classificado |  | Áustria | Países Baixos | Bélgica     |
| --- | ------------- | --- | - | - | - | - | -- | -- | --- | ------------ |  | ------- | ------------- | ----------- |
| 1   | Áustria       | 6   | 2 | 2 | 0 | 0 | 9  | 8  | +1  | 9º Lugar     |  | —       |               | 4–4 (2–1 p) |
| 2   | Países Baixos | 3   | 2 | 1 | 0 | 1 | 19 | 7  | +12 | 10º Lugar    |  | 10–1    | —             |             |
| 3   | Bélgica       | 0   | 2 | 0 | 0 | 2 | 7  | 19 | −12 | 11º Lugar    |  |         | 10–1          | —           |

## Classificação final
| Pos.                       | Seleção                    | Qualificação Mundial 2019 | Qualificação Europeu 2020 |
| -------------------------- | -------------------------- | ------------------------- | ------------------------- |
| Final                      | Final                      | Campeonato do Mundo       | I Divisão Europeu 2020    |
| 1                          | Espanha                    | Campeonato do Mundo       | I Divisão Europeu 2020    |
| 2                          | Portugal                   | Campeonato do Mundo       | I Divisão Europeu 2020    |
| 3                          | Itália                     | Campeonato do Mundo       | I Divisão Europeu 2020    |
| 4                          | França                     | Campeonato do Mundo       | I Divisão Europeu 2020    |
| Decisão do 5º ao 8º lugar  | Decisão do 5º ao 8º lugar  | Taça Intercontinental     | I Divisão Europeu 2020    |
| 5                          | Suíça                      | Taça Intercontinental     | I Divisão Europeu 2020    |
| 6                          | Andorra                    | Taça Intercontinental     | I Divisão Europeu 2020    |
| 7                          | Alemanha                   | Taça Intercontinental     | II Divisão Europeu 2020   |
| 8                          | Inglaterra                 | Taça Intercontinental     | II Divisão Europeu 2020   |
| Decisão do 9º ao 11º lugar | Decisão do 9º ao 11º lugar | Taça Challenger           | II Divisão Europeu 2020   |
| 9                          | Áustria                    | Taça Challenger           | II Divisão Europeu 2020   |
| 10                         | Países Baixos              | Taça Challenger           | II Divisão Europeu 2020   |
| 11                         | Bélgica                    | Taça Challenger           | II Divisão Europeu 2020   |